# Talizumab
Il talizumab (il cui nome tecnico è TNX-901) è un anticorpo monoclonale umanizzato, di derivazione murina; ha per bersaglio le immunoglobuline dell'isotipo IgE, in particolare quelle espresse sulla superficie cellulare dei linfociti B, evitando di legarsi alle IgE che si trovano associate a recettori ad alta affinità espressi sulla superficie di mastcellule e granulociti basofili.
Lo sviluppo del talizumab ha coinvolto più case farmaceutiche, come Novartis, Tanox e Genentech; queste tre aziende nel 1996 si ritrovarono ufficialmente a cooperare per la produzione dell'anticorpo. L'esecuzione di sperimentazioni cliniche su pazienti, soprattutto di età infantile, che manifestavano reazioni di ipersensibilità alle arachidi anche estremamente gravi sollevò diverse obiezioni dal punto di vista etico; ciò diede vita ad alcuni contenziosi legali.
L'anticorpo si è rivelato molto efficace nella terapia di alcune allergie alimentari, in particolare nei riguardi delle arachidi: gli studi clinici in merito, in particolare, indicavano che i pazienti che prima della somministrazione del talizumab potevano ingerire solo mezza arachide prima di manifestare reazioni allergiche, dopo la terapia anticorpale vedevano comparire i primi sintomi soltanto dopo l'ingestione di 9 arachidi.
In ogni caso, dopo l'esito di un arbitrato in cui veniva concessa la licenza di produzione del talizumab alle sole Genentech e Novartis (escludendo quindi la Tanox), la procedura di perfezionamento e di successiva eventuale commercializzazione del farmaco è finita in un'impasse.
La suddetta partnership tra Tanox, Genentech e Novartis siglata nel 1996 portò parallelamente allo sviluppo di un altro anticorpo monoclonale avente per target le IgE, ovvero l'omalizumab; nel febbraio 2024 la Food and Drug Administration ha approvato la vendita negli Stati Uniti dell'omalizumab, commercializzato sotto il nome di Xolair.